# Собіно (Шарканський район)
Со́біно (рос. Собино) — присілок у складі Шарканського району Удмуртії, Росія.

## Населення
Населення — 42 особи (2010; 61 у 2002).
Національний склад станом на 2002:
- росіяни — 93 %

## Урбаноніми[3]
- вулиці — Зелена, Малинова, Нагірна, Тамбир